# 대한항공 8702편 활주로 이탈 사고
대한항공 8702편 활주로 이탈 사고는 1998년 8월 5일, 일본 나리타 국제공항을 출발한 대한항공 8702편이 김포국제공항에 착륙 중 활주로를 이탈한 사고이다.

## 사고내용
1998년 8월 5일, 대한항공 8702편은 현지시각 16시 50분 일본 나리타 국제공항을 출발해 19시 20분에 대한민국 김포국제공항에 도착할 예정이었으나, 당시 서울 상공의 기상악화로 인해 제주국제공항에 착륙했다. 21시 07분, 8702편은 다시 제주국제공항을 출발해 김포국제공항으로 향했다. 하지만 착륙 후 활주로에서 이탈해 격납고와 경비행기를 파손시켰으며, 그 충격으로 인하여 항공기 오른쪽 날개와 동체가 파손되었다.
한편 파손된 오른쪽 날개에 장착되어 있던 엔진에 불이 붙어 화재로 이어졌지만 소방 당국의 신속한 진화 작업으로 탑승객과 승무원 395명 전원이 생존했다. 하지만 생존자 중 25명이 다쳤다.

## 사고 후

### 항공기 퇴역 처리
사고가 발생한 보잉 747-400 (HL7496)은 1996년 6월 18일에 제작되어 1996년 6월 27일에 투입 된 신 기체였다. 하지만 해당 사고로 수리가 거의 불가능한 손상을 입어 대한항공은 결국 퇴역처리를 했는데 이는 전 세계에서 두 번째로 손실된 보잉 747-400이다.

### 폐유 유출
이 사고로 인하여 김포국제공항 일대의 논밭이 오염되는 사고가 발생하였다.